# Filip David
Filip David (cyr. Филип Давид; ur. 4 lipca 1940 w Kragujevacu, zm. 14 kwietnia 2025) – serbski pisarz, eseista oraz scenarzysta żydowskiego pochodzenia.

## Życiorys
Ukończył studia na wydziale filologii Uniwersytetu Belgradzkiego, a także Akademię Teatru, Filmu, Radia i TV. Przez wiele lat był pracownikiem belgradzkiej telewizji, redaktorem Programu Teatralnego. Debiutował w 1964. Jest autorem zbiorów opowiadań, powieści i tomów eseistycznych. Jako scenarzysta pracował m.in. nad filmami Okupacja w 26 obrazach i Beczka prochu. W Polsce ukazały się jego powieści Sen o miłości i śmierci (nawiązująca do żydowskich podań i przypowieści, traktująca również o Holokauście i wojnie domowej w Jugosławii) i Dom pamięci i zapomnienia oraz zbiór korespondencji z Mirko Kovačem.

## Polskie przekłady
- Sen o miłości i śmierci (San o ljubavi i smrti 1978)
- Kiedy kwitnie zło: Książka listów 1992–1995 (korespondencja z Mirko Kovačem)
- Dom pamięci i zapomnienia (2019)[3]